# Алан Келлі (арбітр)
Алан Келлі (англ. Alan Kelly, нар. 9 квітня 1975) — ірландський футбольний арбітр, арбітр ФІФА з 2002 року. Вважався головним арбітром Ірландії, окрім якої також обслуговує матчі північноамериканської MLS.

## Кар'єра
Розпочав суддівську кар'єру в 1994 році та приєднався до Ірландського товариства футбольних арбітрів Корка (ISRS). Він працював у місцевих лігах, включаючи Старшу лігу Мюнстера.
Він приєднався до Комітету суддів Ліги Ірландії в 1999 році і відтоді провів більш ніж 350 матчів у Прем'єр-дивізіоні Ірландії.
У 2000 році він був обраний головним арбітром фіналу Кубка ірландської ліги між «Деррі Сіті» та «Лімерик Сіті». Пізніше обслуговував фінал Кубка Ірландії 2003 року, коли «Лонгфорд Таун» обіграв «Сент-Патрікс Атлетік». Він також судив у фіналі Кубка Ірландії 2009 року між клубами «Спортінг Фінгал» та «Слайго Роверз».
Келлі декілька років займав посаду арбітра № 1 Ірландії та був переможцем нагороди Арбітр року в Ірландії у 2006 році. З цього часу він вигравав нагороду ще п'ять разів.
Останній раз як головний арбітр в Лізі Ірландії працював 25 жовтня 2013 року, коли «Корк Сіті» переміг «Сент-Патрікс Атлетік» 4:2. Це також була фінальна гра сезону чемпіонату Ірландії 2013 року.
У 2016 році Келлі став арбітром Major League Soccer і був обраний арбітром Кубка MLS між «Торонто» та «Сіетл Саундерс», де Сіетл переміг в серії пенальті.
У грудні 2018 року Келлі провів свій другий фінал Кубка MLS на Mercedez Benz Arena в Атланті, де «Атланта Юнайтед» перемогла «Портленд Тімберз» 2:0 перед 73 000 глядачів.
За час перебування в MLS Келлі був визнаний найкращим арбітром MLS у 2015, 2016 та 2018 роках.

### Міжнародний
Келлі був включений до списку арбітрів ФІФА у 2002 році, і свій перший міжнародний матч провів в рамках 1 кваліфікаційного раунду Ліги чемпіонів УЄФА між «Тираною» та «Динамо» (Тбілісі) у червні 2003 року. Це була перше з майже 100 зустрічей, які він провів у європейських змаганнях. У 2002 році Келлі судив півфінал юнацького чемпіонату Європи (U-17) між Францією та Іспанією у Данії.
У 2006 році в Талліні, Естонія, Келлі відсудив свій перший офіційний матч національних збірних в рамках кваліфікації до чемпіонат світу 2006 року, коли національна збірна Естонії приймала Люксембург. З тих пір Келлі відсудив три кваліфікації до чемпіонатів світу.
У 2005 році Алан дебютував роботою на груповому етапі, обслуживши матч групового етапу Кубка УЄФА між донецьким «Шахтарем» та грецьким «ПАОКом» в Україні. Надалі Келлі регулярно працював на групових етапах Ліги Європи та 5 разів судив ігри плей-оф цього турніру.
У Лізі чемпіонів Келлі відзначився чотирма матчами групового етапу, перший з них пройшов у 2010 році, коли «Клуж» з Румунії приймав швейцарський «Базель». В 2011 році він відсудив два матчі, перший у Леверкузені, де місцевий «Баєр 04» приймав бельгійський «Генк», а потім у Мадриді, де «Реал» грав із «Динамо» (Загреб). Його остання гра у Лізі чемпіонів відбулася на «Альянц Арені» у Мюнхені, де «Баварія» перемогла «Вікторію» (Пльзень) у 2013 році.
Він також був призначений арбітром ряду товариських міжнародних матчів, останнім часом, зокрема у Парижі в 2009 році між Іспанією та Аргентиною та у 2011 році, коли Франція приймала Хорватію на Стад де Франс .
26 березня 2019 року Келлі був обраний відеоасистентом на молодіжому чемпіонаті світу з футболу у Польщі, де працював в тому числі і у фіналі турніру, де зустрілись збірні України та Південної Кореї, а Келлі працював під керівництвом головного тренера Ісмаїла Ельфата.. У кінці року також як відеоасистент у штабі Ельфата поїхав на клубний чемпіонат світу 2019 року в Катарі.

## Особисте життя
Келлі народився в Корку, Ірландія, і грав на юнацькому рівні за «Ейвондейл Юнайтед» та «Рінгмахон Рейнджерс», після чого потрапив до академії «Корк Сіті», але на професіональному рівні не грав.
Одружений, має трьох дітей.
Келлі походить із сім'ї арбітрів, його дід, Тім Келлі, працював у Лізі Ірландії, а його батько Пет був арбітром ФІФА і також судив два фінали Кубка Ірландії (1987 та 1996). Його брат Грем також є арбітром Ліги Ірландії.